# Bovik, Sandvikens kommun
Bovik är en småort i Årsunda socken i Sandvikens kommun.
Första permanenta bosättningen 1636. Bostäder från stenåldern har hittats runt omkring Bovik. Fäbodvallen upphördes runt 1900, många av fäbodarna finns kvar än idag.
Skolan byggdes under 1860-talet och upphördes 1952. Det finns dessutom en fotbollsplan, en dansbana och en trollstig.